# SK 847
SK 847 es un cráneo de homínido fósil de Sudáfrica fechado hace 1,8 a 1,5 millones de años.

## Descubrimiento
SK 847 fue descubierto el 23 de julio de 1969 en Swartkrans (Sudáfrica) por Ronald Clarke, a quien también se le atribuye el descubrimiento de Stw 573, Little foot ('piececito'). Se compone de tres piezas separadas que incluyen fragmentos faciales, un hueso temporal, y un maxilar superior. El maxilar superior, sin embargo, fue descubierto previamente por Robert Broom en 1948. No fue sino hasta Clarke cuando descubrió los otros dos fragmentos que se supo que las tres piezas pertenecían al mismo individuo y formaban parte del mismo cráneo. El sexo de este individuo es aún desconocido. Este descubrimiento es importante porque es la evidencia de los principios de Homo en el sur de África y que viven al mismo tiempo, o incluso, posiblemente, posteriormente al Homo habilis y los primeros Homo erectus de África oriental. Además, este fósil podría ser el causante de los primeros indicios del uso controlado del fuego.

## Taxonomía
Anteriormente SK 847 se atribuyó al grupo de fósiles de homínidos de Australopithecus robustus, pero ha sido recientemente atribuido al género Homo. Ha habido mucha controversia con respecto a este espécimen fósil porque este fósil tiene similitudes con los primeros Homo erectus africano, a veces conocido como Homo ergaster. Sin embargo, muestra otras similitudes con el Homo habilis, también conocido por su presencia  en el este de África meridional. SK 847, al igual que otro espécimen, STW 53, tiene características que no son compatibles con las demás especies de homínidos.

### La evidencia sugiere que SK 847 pertenece al géneroHomo
Las características faciales de este espécimen contribuyen a una evidencia anatómica que hacen que ciertos antropólogos crean que SK 847 no es parte del grupo australopitecino. SK 847 tiene una cara relativamente corta y estrecha, arco superciliar pronunciado y grueso, un hueso frontal bastante inclinado, delicados pómulos curvados, huesos nasales proyectados hacia delante redondeados , un surco supratoral obvio, y un estrechamiento moderado del cráneo detrás de la cuenca del ojo. Estas características contrastan con las del australopitecino robusto promedio. SK 847 también tiene un corto paladar y una pequeña articulación temporomandibular que solo podría dar cabida a una mandíbula inferior corta y pequeña, y no a la mandíbula normalmente masiva de un australopiteco robusto.

### Homo gautengensis?
En 2010, otra hipótesis fue hecha por Darren Curnoe sugiriendo que SK 847, junto con muchos otros especímenes fósiles, incluyendo algunos de los Homo habilis, Homo ergaster y especies de Australopithecus, obtenidos de Sudáfrica ofrecían evidencias de una nueva especie de homínidos llamados Homo gautengensis, que creía que era la primera especie del género Homo.

### La evidencia sugiere que SK 847 es un australopiteco
Los paleoantropólogos que rechazaron la clasificación de SK 847 como Homo sobre la base de la hipótesis de única especie, que establece que debido a la exclusión competitiva, dos especies de homínidos no podían ocupar el mismo nicho. [4] Por lo tanto, todos los homínidos de Swartkrans eran de la misma especie y SK 847 es simplemente un pequeño australopiteco robusto. Sin embargo, la hipótesis de especie única ya no es válida o aceptada como cierta por los antropólogos. Además, en el momento del descubrimiento, Swartkrans era conocido como un lugar con la mayor parte de los fósiles de australopitecinos y este individuo era la única evidencia de Homo encontrada en Swartkrans.